# خرباق شتوي
خَرْبَاق شتوي (الاسم العلمي: Eranthis hyemalis)، نوع من الخرباق وهو نبات عشبي طبي جذموري معمر. موائله الغابات الحرشية في فرنسا وإيطاليا والبلقان، ووطن على نطاق واسع في أماكن أخرى في أوروبا.